# غوفرايد (أنغلزي)
غوفرايد (بالإنجليزية: Goferydd)‏ هي منطفقة سكنية تقع في انغلزي في ويلز، المملكة المتحدة